# كيريل بيتكوف
كيريل بيتكوف بيتكوف ((بالبلغارية: Кирил Петков Петков)‏؛ ولد 17 أبريل 1980) هو سياسي بلغاري، وخبير اقتصادي، ورجل أعمال، يشغل منصب رئيس وزراء بلغاريا منذ 13 ديسمبر 2021، وشغل سابقًا منصب القائم بأعمال وزير الاقتصاد من 12 مايو 2021 إلى 16 سبتمبر 2021. وهو القائد المشارك لحزب «نحن نواصل التغيير»، وهو حزب سياسي شارك في تأسيسه مع أسين فاسيليف.